# Comitès Sindicalistes Revolucionaris
Els Comitès Sindicalistes Revolucionaris foren col·lectius obrers partidaris de la Revolució Russa i adherits a la Internacional Sindical Roja, organitzats a l'interior de la CNT. Es varen crear en una assemblea celebrada a Bilbao el 24 de desembre de 1922.

## Els antecedents
Les crítiques adverses que tingué la Revolució Russa entre els intel·lectuals llibertaris no fou excusa perquè molts anarcosindicalistes fessin sovint elogis a la revolució agrària bolxevic i, alhora, saludessin amb entusiasme el règim soviètic per la decisió que havien tingut de posar fi a la guerra. La CNT es mantenia provisionalment dins la Internacional Comunista, sobretot amb l'arribada als comitès confederals dels principals cenetistes pro bolxevics, Andreu Nin s'havia convertit en el secretari general del Comitè Nacional, Joaquim Maurín en el del comitè regional de Catalunya i Víctor Colomer es mantenia al davant de la Federació Provincial de Lleida. Altres militants de la tendència pro-soviètica com José Díaz, Jesús Ibáñez, Hilari Arlandis, esdevenien els secretaris de les regionals andalusa, asturiana i valenciana respectivament. L'abril de 1921 en el Ple Nacional de Lleida es va elegir una delegació per assistir a la reunió del III Congrés de la Internacional Comunista i el I de la Internacional Sindical Roja. Ni el Comitè Nacional, ni el Ple, tenien constància, encara, de l'informe d'Àngel Pestaña sobre la seva estada a Rússia, el qual era a la presó igual que altres destacats militants anarcosindicalistes com Salvador Seguí.

## El III Congrés de la Internacional Comunista
El dia 22 de juny de 1921 va començar el III Congrés de la Internacional Comunista. Els delegats espanyols, que havien arribat a Moscou, després de passar situacions difícils en el seu trajecte per Europa, foren instal·lats a l'Hotel Lux, en la Tverskaia, al centre de la ciutat. Joaquim Maurín, manifestà: “Los delegados de la CNT, al llegar a Moscú tuvimos que constatar que la CNT había pasado a ser un invitado de segunda fila. La primera plaza la ocupaba un hipotético Partido Comunista Español cuyo líder máximo era Merino Gracia”.
El III Congrés de la IC va girar a l'entorn de la nova política soviètica a nivell interna i internacional, que seguia la directriu de Lenin de fer un pas enrere i dos endavant. En aquest Congrés prevalia molt més l'opinió dels nous partits comunistes que no pas els dels vells grups sindicals. Conforme els congressos de la Tercera Internacional s'anaven desenvolupant quedava més clar la divisió entre els partits polítics i els grups sindicals. Per això, Lenin, va proposar separar-los, d'aquí la fundació de la ISR. A Moscou es van celebrar els dos congressos, el del Komintern (partits comunistes) i el de la Profitern (organitzacions sindicals).
El Congrés va ser presidit pel Politburó en ple del partit comunista que llavors el formaven, Lenin, Trotski, Bujarin, Zinoviev, Kamenev, Stalin i, el representant dels sindicats russos, Tomsky (el qual va ser substituït per Lozovsky). Del Congrés en sortiren dues tendències, la dels partidaris d'una relació orgànica entre les dues internacionals i els que n'eren contraris. Els cenetistes formaren pinya amb els primers defensant la relació estable de les dues internacionals.
El tres de juliol, s'inicià el Congrés de la Internacional Sindical Roja. El Congrés de la Profitern no va tenir l'alçada esperada, i tota la “glòria” va ser pels delegats del Congrés del Komintern. L'assistència al Congrés al Kremlin fou tota una lliçó de teoria revolucionària, eren moments històrics, Maurín ho descriu: “La delegación sindicalista española, vio, escuchó o habló a Lenin, Trotski, Bujarin, Zinoviev, Kalinin, Rikov, Tomsky, Dzerzhinsky, Lunacharsky, Radek, Krupaskaia, Kollontai… A quien no vio nunca fue a Stalin, que no existía entonces en el dominio de la política internacional de los bolcheviques”. La CNT no va acceptar la proposta de Lenin a Pestaña de convertir-se en el Partit Comunista d'Espanya, tampoc el PSOE, però sí una escissió socialista va promoure la creació del PCE.

## Constitució dels Comitès Sindicalistes Revolucionaris
La CNT va formar part de la Internacional Comunista i de la Internacional Sindical Roja fins a la Conferencia de Sindicats celebrada el 1922 a Saragossa. Aquell mateix any els anarcosindicalistes s'adherien a l'Associació Internacional de Treballador (AIT) reconstruïda a Berlín. En aquesta nova etapa confederal Joan Peiró va ser elegit secretari del Comitè Nacional, restablint l'anarcosindicalisme a la majoria de l'Organització Confederal. Andreu Nin va restar a Rússia i els seus companys pro-soviètics van celebrar una reunió a Bilbao on van constituir els Comitès Sindicalistes Revolucionaris (CSR) com una tendència minoritària dins de la CNT-AIT.
El 1922, malgrat el predomini anarquista, el grup del diari La Batalla afavorí la creació d'uns comitès sindicalistes revolucionaris, que s'adheriren a la ISR i enviaren una delegació al tercer congrés celebrat el 1924 (eren Maurín, Jové, Trilles i Pérez Solís).